# Окказионализм (филология)
Окказионали́зм (от лат. occasionalis «случайный» ← occasio) — индивидуально-авторский неологизм, созданный поэтом или писателем согласно существующим в языке словообразовательным моделям и использующийся исключительно в условиях данного контекста как лексическое средство художественной выразительности или языковой игры. Окказионализмы обычно не получают широкого распространения и не входят в словарный состав языка.
Примеры: крупноболотье (по модели слова «мелколесье»), чипсонос (по модели слова «водовоз»), повсеградно, повсесердно (по аналогии с «повсеместно»), кажущесть (существительное от причастия «кажущийся»).
Примеры из английского: crabalocker, eggman.